# Protocoles de Rome
Les Protocoles de Rome sont une série de trois accords internationaux conclus à Rome le 17 mars 1934 entre les gouvernements d'Autriche, de Hongrie et d'Italie. Ils ont été signés par le Premier ministre italien Benito Mussolini, le chancelier autrichien Engelbert Dollfuss et le Premier ministre hongrois Gyula Gömbös. Le 14 mai, le pacte fut complété par des accords économiques. Tous les protocoles sont entrés en vigueur le 12 juillet 1934 et ont été enregistrés dans le recueil des traités de la Société des Nations le 12 décembre 1934. L'Autriche et la Hongrie devaient voir leur indépendance renforcée par le pacte, tandis que l'Italie voulait assurer son influence dans la région du Danube. La tendance de ces accords était de s'opposer à l'Allemagne et aux tentatives de la France d'accroître son influence dans les Balkans. Le pacte n'eut cependant pas de signification politique particulière. Les accords ont été renouvelés en 1936 lors de la conférence tripartite de Vienne sur les protocoles de Rome,, mais sont devenus sans objet le 12 mars 1938 à la suite de l'annexion de l'Autriche par le Reich allemand.

## Contexte
Les protocoles de Rome, bien que ne traitaient que du développement économique, s'inscrivaient dans le processus de coopération entre les trois gouvernements signataires contre les politiques révisionnistes d'Adolf Hitler (qui venait d'arriver au pouvoir en Allemagne) à l'égard de l'Autriche et ses tentatives d'accroître son influence dans le bassin du Danube, ainsi que contre l'intégrité territoriale de la Yougoslavie, qu'ils souhaitaient démembrer entre eux. La coopération des protocoles a été de courte durée puisqu'en 1938, Mussolini a permis à Hitler d'envahir l'Autriche et le gouvernement hongrois, dirigé par Miklós Horthy, a également soutenu le Troisième Reich cette année-là.

## Déroulement
Lors de sa visite à Vienne, entamée le 18 janvier 1934, le sous-secrétaire italien aux Affaires étrangères, Fulvio Suvich (it), fait part de la volonté de son gouvernement d'établir des relations économiques plus étroites entre l'Autriche, la Hongrie et l'Italie. L'écrasement de l'opposition socialiste autrichienne lors de la courte guerre civile autrichienne, qui a rendu le chancelier autrichien Engelbert Dollfuss encore plus dépendant du soutien italien, a facilité les projets de Rome. Dès le 26 janvier, Suvich avait évoqué l'opportunité d'une rencontre entre les trois premiers ministres pour discuter de l'amélioration des relations économiques. Dollfuss a transmis les souhaits de l'Italie à son homologue hongrois Gyula Gömbös lors de sa visite à Budapest du 7 au 9 février ; aucun des deux gouvernements n'a initialement répondu aux propositions italiennes. La défaite socialiste en Autriche et la visite de Suvich à Budapest du 20 au 22 février ont toutefois conduit à la rencontre tant attendue des trois dirigeants, qui a été fixée au mois suivant. Cependant, les réticences autrichiennes et hongroises à former une union douanière - proposée par Suvich aux deux premiers ministres - ont contraint l'Italie à abandonner cette idée et à se contenter de renforcer les relations commerciales existantes.
Les premiers ministres des trois pays se réunissent à Rome du 15 au 17 mars pour conclure les négociations. Celles-ci se concluent par l'un des plus grands succès de la diplomatie italienne dans l'entre-deux-guerres : une série d'accords qui se traduisent par trois documents, connus sous le nom de "Protocoles de Rome".

## Modalités des protocoles
Le protocole no 1 était très bref et ne contenait aucune clause, mais seulement une brève déclaration dans laquelle les signataires s'engageaient à "se concerter sur tous les problèmes qui les concernent particulièrement, ainsi que sur les problèmes de caractère général, en vue de poursuivre, dans l'esprit des traités d'amitié existants entre l'Italie et l'Autriche, l'Italie et la Hongrie et l'Autriche et la Hongrie, qui sont fondés sur la reconnaissance de l'existence de nombreux intérêts communs, une politique concordante visant à promouvoir une coopération efficace entre les États d'Europe et en particulier entre l'Italie, l'Autriche et la Hongrie". Dans le paragraphe suivant, les trois gouvernements s'engagent à "procéder à des consultations communes chaque fois que l'un d'entre eux au moins le jugera souhaitable".
Le protocole no 2 porte sur les relations économiques entre les trois gouvernements. Dans l'article 1, les trois gouvernements s'engagent à ne pas mettre d'obstacles au commerce entre eux et à conclure des traités commerciaux à cet effet. Dans l'article 2, les parties s'engagent à aider le gouvernement hongrois en raison de la baisse du prix du blé. À l'article 3, les parties s'engagent à faciliter le transit rapide des marchandises par les ports de la mer Adriatique. À l'article 4, les parties s'engagent à créer une commission d'experts chargée de formuler de nouvelles recommandations dans le domaine économique.
Le protocole no 3 a été conclu uniquement entre les gouvernements italien et autrichien. Dans l'article 1, les deux gouvernements s'engagent à négocier un nouveau traité commercial entre eux dès que possible. À l'article 2, ils s'engagent à s'accorder mutuellement des privilèges commerciaux dans le nouveau traité commercial à négocier.

## Conséquence
Ensemble, les protocoles créaient une zone d'influence italienne en Europe centrale et renforçaient l'importance de l'Italie dans la politique européenne. La France et ses alliés de la Petite Entente étaient, selon le gouvernement italien, affaiblis par la conclusion du pacte tripartite. L'alliance pouvait également servir, si nécessaire, à limiter l'influence allemande dans la région si, contrairement aux espoirs de Mussolini, Hitler n'acceptait pas de rejoindre une ligue fasciste qui maintiendrait la domination de l'Italie dans la région.